# Csü-vang
Csü-vang (Juwang) legendás személy a Kína történeti korszakát megelőző, öt császár korában. Életének részleteiről keveset árulnak el a történeti források, a még legteljesebb értesülések a nagy történetíró, Sze-ma Csien (Sima Qian) művéből, A történetíró feljegyzéseinek, a legendák korát tárgyaló legelső fejezetéből származnak. Ezek szerint Csiao-niu (Qiaoniu) a Sárga Császárnak, fiatalabbik fiatalabbik fia, Csang-ji (Changyi) révén egyenesági leszármazottja. Csuan-hszü (Zhuannxu) császár dédunokája, az apja pedig Csin-kang (Jingkang) volt. Neki magának egy fia ismert név szerint, bizonyos Csiao-niu (Qiaoniu). Csü-vang (Juwang) dédunokája a lesz a konfuciánus hagyományban példaértékűnek tartott Sun (Shun) császár.